# دختر یکشنبه
«دختر یک‌شنبه» (به انگلیسی: Sunday Girl) تک‌آهنگی از گروه موسیقی بلاندی است که برای سه هفته در مه ۱۹۷۹ در رتبهٔ یک جدول‌های موسیقی بریتانیا قرار داشت. پس از «قلب شیشه» این دومین تک‌آهنگ رتبهٔ یکی بلاندی در بریتانیا بود؛ با این وجود این ترانه هیچ‌گاه به عنوان یک تک‌آهنگ در آمریکا عرضه نشد. کریس استین این ترانه را نوشت و چهارمین تک‌آهنگی از آلبوم خطوط موازی بود که در بریتانیا و بسیاری نقاط دیگر دنیا پخش می‌شد. نسخهٔ فرانسوی این ترانه اولین بار در تک‌آهنگ ۱۲ اینچی «دختر یک‌شنبه» در بریتانیا عرضه شد و در فرانسه و هلند، این ترانه بی-ساید نسخهٔ ۷ اینچی بود. مایک چپمن برای نخستین مجموعهٔ عظیم‌ترین ترانه‌های بلاندی، بهترین بلاندی در سال ۱۹۸۱، میکس ویژه‌ای را خلق کرد که از یک شعر خوانده‌شده به زبان فرانسوی استفاده می‌کرد. نسخهٔ دوزبانه در مجموعهٔ تلفیقی عظیم‌ترین آهنگ‌ها قرار گرفت.
این تک‌آهنگ، عرضه‌ای غیرمعمول را در استرالیا داشت؛ به همراه جدال‌هایی میان هواداران که آیا این ترانه به رتبهٔ یک رسید یا به جدول‌ها راه نیافت. این به خاطر عرضهٔ آغازینش به عنوان تک‌آهنگ اصلی خطوط موازی، به دلیل یادآور بودن ترانهٔ «بنفسه»، نخستین ترانهٔ موفق بلاندی در استرالیا، بود. «دختر یک‌شنبه» با این وجود به جدول‌ها راه نیافت و بعدها به عنوان یک دابل ای-ساید به همراه «قلب شیشه» پس از موفقیت در بریتانیا، مجدداً منتشر شد. به عنوان یک نتیجه، در هالهٔ ترانهٔ دیسکو، قلب شیشه، قرار گرفت و به ندرت به عنوان یک ترانه که خودش به جدول‌ها راه پیدا کرده باشد، شناخته می‌شود.

## فهرست آهنگ‌ها
‎UK 7" (CHS 2320)‎
1. «Sunday Girl» (کریس استین) – ۳:۰۱
2. «I Know But I Don't Know» (فرانک اینفنتی) – ۳:۵۳

‎UK 12" (CHS 12 2320)‎
1. «Sunday Girl» (کریس استین) – ۳:۰۱
2. «Sunday Girl" (French Version) (کریس استین) – ۳:۰۱
3. «I Know But I Don't Know» (فرانک اینفنتی) – ۳:۵۳

## جدول موسیقی
| جدول (۱۹۷۹) | حد رتبه |
| ----------- | ------- |
| استرالیا    | ۱       |
| بریتانیا    | ۱       |
| ایرلند      | ۱       |
| اتریش       | ۵       |
| نروژ        | ۵       |
| سوئیس       | ۵       |
| آلمان       | ۶       |
| سوئد        | ۱۸      |

## نسخه‌های تقلیدی و نمودها در سایر رسانه‌ها
| پیشین: «چشمان تابناک» اثر آرت گارفانکل | تک‌آهنگ‌های با رتبهٔ یک بریتانیا ۲۰ مه، ۱۹۷۹ | پسین: «زنگ مرا بنواز» اثر انیتا ورد |